# Panjutyne
Panjutyne (ukrainisch Панютине; russisch Панютино Panjutino) ist eine Siedlung städtischen Typs im Süden der ukrainischen Oblast Charkiw mit etwa 3000 Einwohnern (2024).

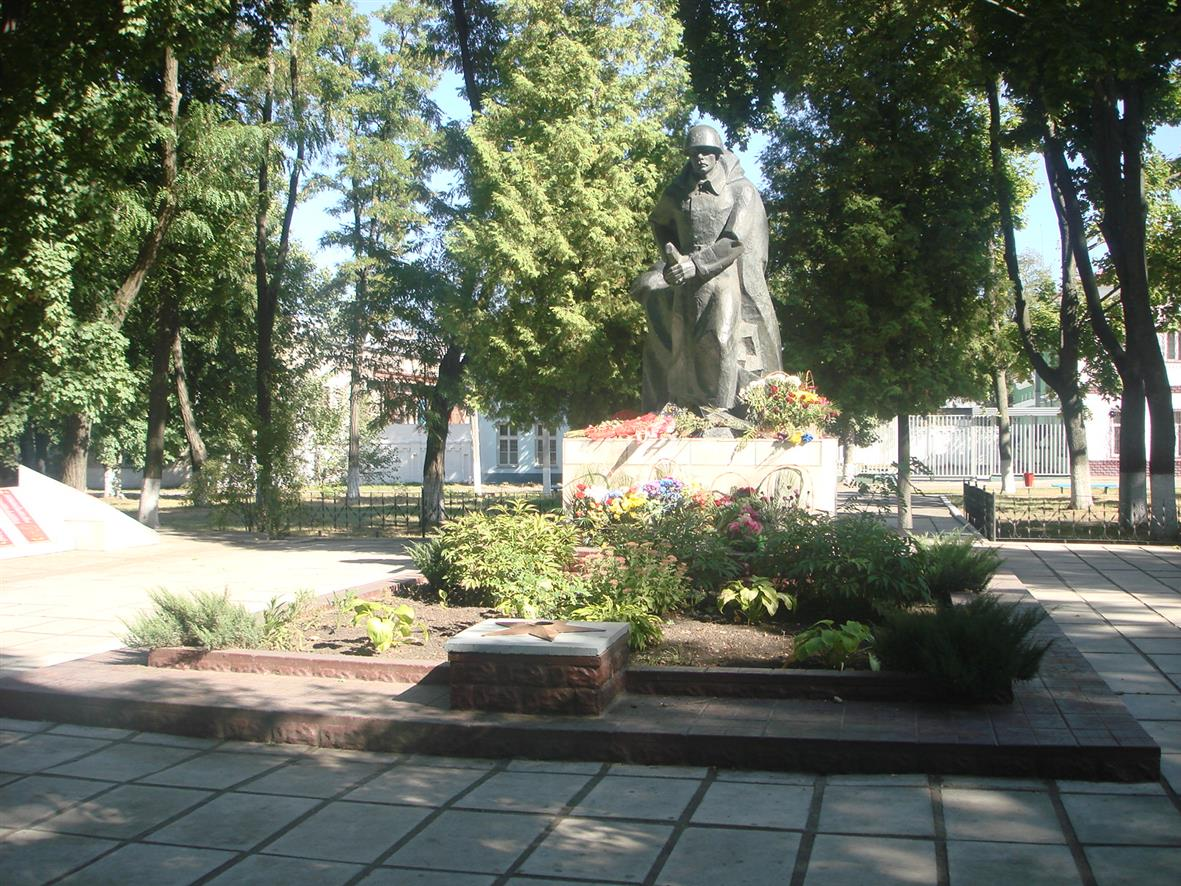
Denkmal im Ort

Die im Zusammenhang mit dem Bau der Bahnstrecke Sewastopol–Charkiw 1869 gegründete Ortschaft hieß ursprünglich Losowa-Asowska und wurde später nach dem General der Russischen Armee Wassili Konstantinowitsch Panjutin (1788–1855), auf dessen Grund die örtliche Bahnstation errichtet wurde, benannt. 1938 erhielt sie den Status einer Siedlung städtischen Typs.
Die Siedlung liegt an der Regionalstraße P–51 140 km südlich vom Oblastzentrum Charkiw und 8 km nördlich vom Rajonzentrum Losowa. In Panjutyne befindet sich eine Waggonfabrik der Piwdenna Salisnyzja.
Am 31. August 2018 wurde die Siedlung ein Teil der neugegründeten Stadtgemeinde Losowa, bis dahin bildete sie zusammen dem Dorf Chlibne (Хлібне) die gleichnamige Siedlungsgemeinde Panjutyne (Панютинська селищна рада/Panjutynska selyschtschna rada) im Norden des Rajons Losowa.